# Плеван Сергій Теодорович
Плеван Сергій Теодорович (3 вересня 1966 — 18 квітня 1986) — радянський військовик, учасник афганської війни

## Життєпис
Народився 3 вересня 1966 року в селі Великий Олексин Рівненського району. Вчився у Велико-Олексинській середній школі. Після закінчення 8 класу, з вересня 1981 року по червень 1984 року навчався у СПТУ № 1 м. Рівне за спеціальністю «плиточник-лицювальник, плиточник-мозаїчник», відмінно закінчив училище і отримав вищий розряд.
Після призову в армію служив у повітряно-десантних військах в Афганістані.
Загинув 18 квітня 1986 року.

## Нагороди
- орден Червоної Зірки (посмертно)
- медаль «За відвагу»